# Tamenus
Tamenus es un género de arácnido del orden Pseudoscorpionida de la familia Atemnidae.

## Especies
Las especies de este género son:
- Tamenus aureus Beier, 1932
- Tamenus camerunensis (Tullgren, 1901)
- Tamenus equestroides
- Tamenus femoratus Beier, 1932
- Tamenus ferox (Tullgren, 1907)
- Tamenus indicus Sivaraman, 1980
- Tamenus insularis Beier, 1932
- Tamenus milloti Vachon, 1938
- Tamenus schoutedeni Beier, 1954